# Baeza
Baeza – miasto w Andaluzji (południowa Hiszpania), w prowincji Jaén, od 2003 roku wraz z pobliską Úbedą na liście światowego dziedzictwa kulturowego i przyrodniczego UNESCO; uchodzi za perłę architektury renesansowej; ok. 15 tys. mieszkańców.

## Historia miasta
Za panowania rzymskiego istniała na miejscu Baezy miejscowość Baetia, co znaczyło szczęśliwe miasto. Następnie w VII wieku ustanowiona została siedzibą biskupstwa, a w czasie podboju Płw. Iberyjskiego przez Maurów, dostała się pod panowanie króla Bayyani, stając się stolicą małego państewka. W 1227 została wyzwolona spod panowania arabskiego przez Ferdynanda III Świętego. Jednocześnie na polecenie papieża Honoriusza III arcybiskup Toledo Rodrigo Ximenez ogłosił Baezę siedzibą odradzającego się biskupstwa, jednak już w 1246 przeniesiono dwór biskupi do Jaén. Rozkwit Baezy przypada na XVI wiek, w 1542 założono tu uniwersytet, wtedy też w mieście działał znany architekt Andrés de Vandelvira. W pierwszej dekadzie XX wieku mieszkańcem Baezy był słynny poeta Antonio Machado y Ruiz. Miasto słynie z uroczystych obchodów Wielkiego Tygodnia.

## Najważniejsze zabytki

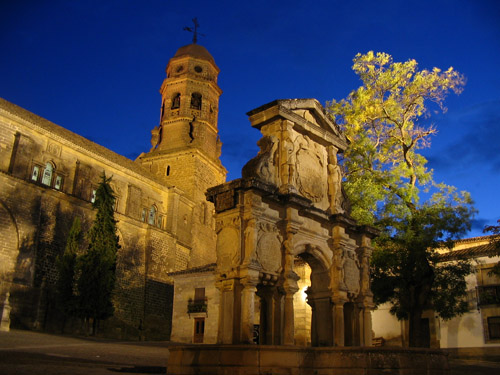
Katedra Santa Maria

- renesansowa Katedra Santa María, według projektu przebudowy (1567) wcześniejszego meczetu przez Andrésa de Vandelvira. Pozostałości meczetu można dostrzec w cokole dzwonnicy i krużganku. Capilla Sagrario oddzielona jest od kościoła bogato zdobioną kratą wykonaną przez Bartolomeo de Jaén
- renesansowy Palacio de los Marquesos de Jabalquinto z fasadą w stylu izabelińskim. Wzniesiony przez Juana Guasa[2] na zlecenie Alfonsa de Benavides Manrique, kuzyna Ferdynanda III Świętego.
- Antigua Universidad
- arabska Torre de los Aliatares
- Ayuntamiento, czyli ratusz w stylu plateresco
- Plaza del Pópulo, przy którym znajdują się Casa del Pópulo (1535–1540, dawna siedziba sądu, aktualnie siedziba informacji turystycznej), Puerta de Jaén z 1526 roku i Antigua Carniceria (stara rzeźnia) z 1550 roku oraz Fuente de los Leones – fontanna z czterema lwami leżącymi u stóp rzeźby kobiety, według legendy przedstawiającą Imilce[3], żonę Hannibala.

## Współpraca
- Carcassonne, Francja